# Faculté de théologie de l'université catholique de Louvain (1834-1969)

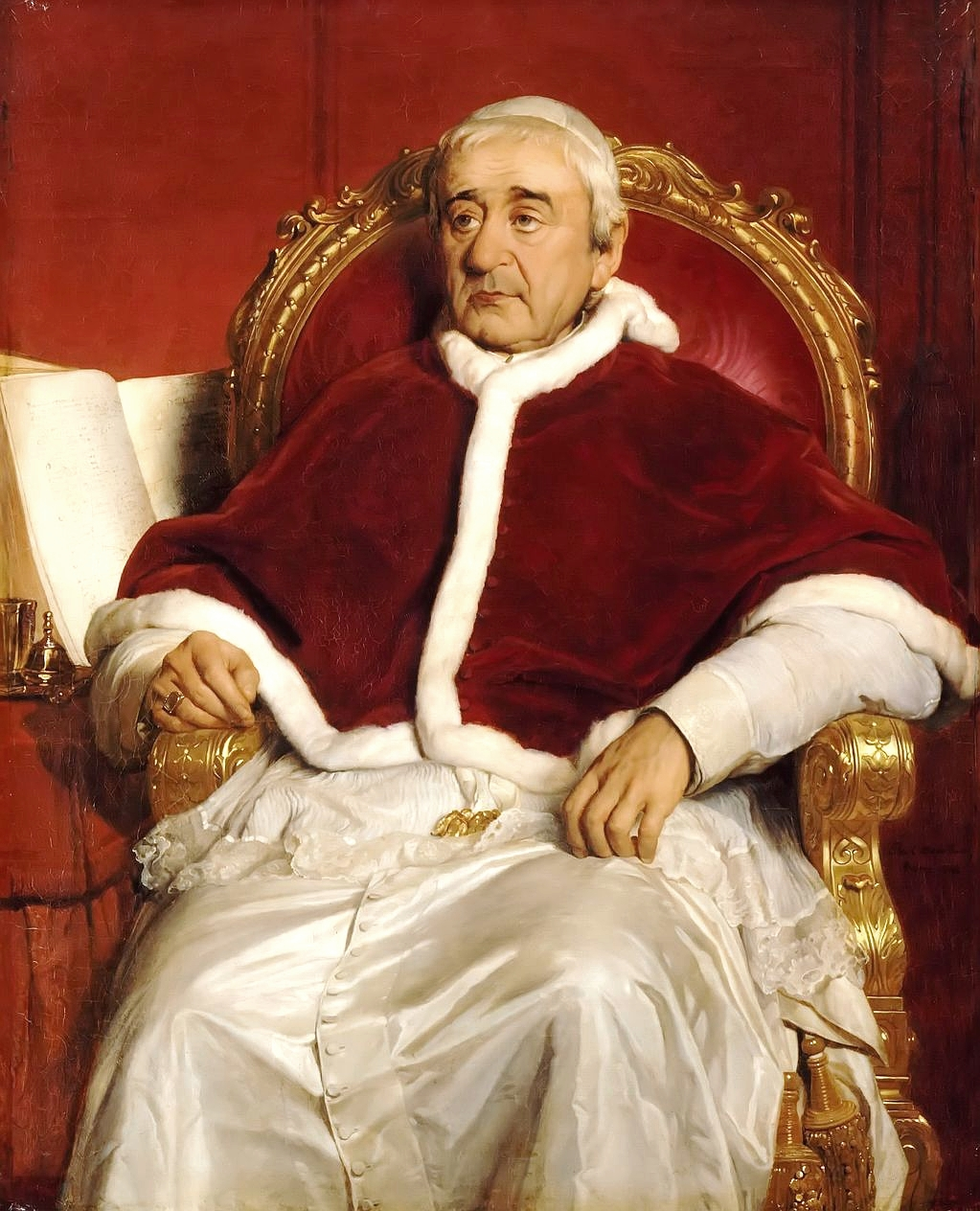
Le pape Grégoire XVI fondateur avec les évêques de Belgique par bref du 13 décembre 1833 de l'université catholique de Malines (1834) puis de Louvain (1835).

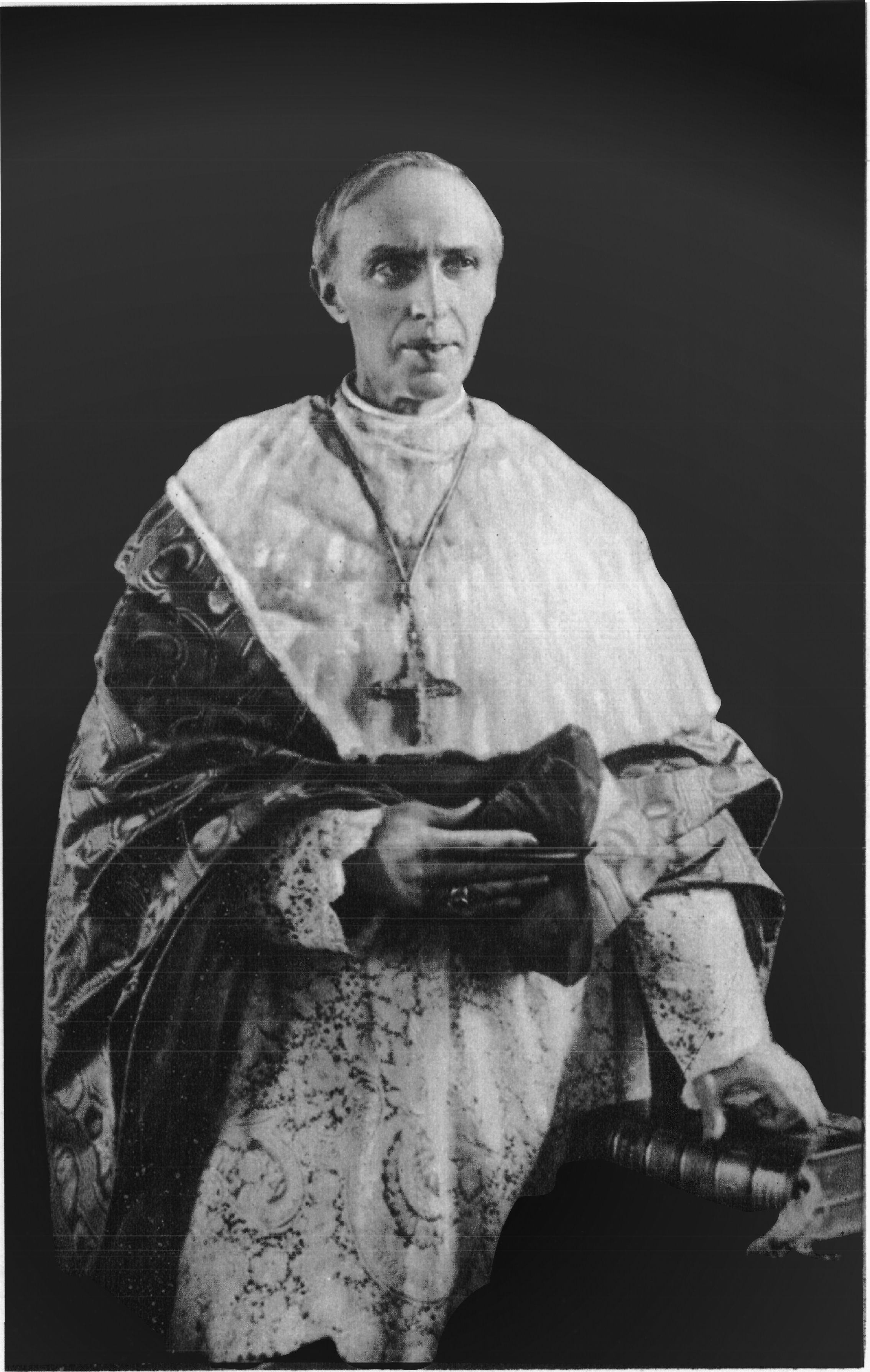
Désiré-Joseph Mercier, professeur à la Faculté de théologie de l'université catholique de Louvain.

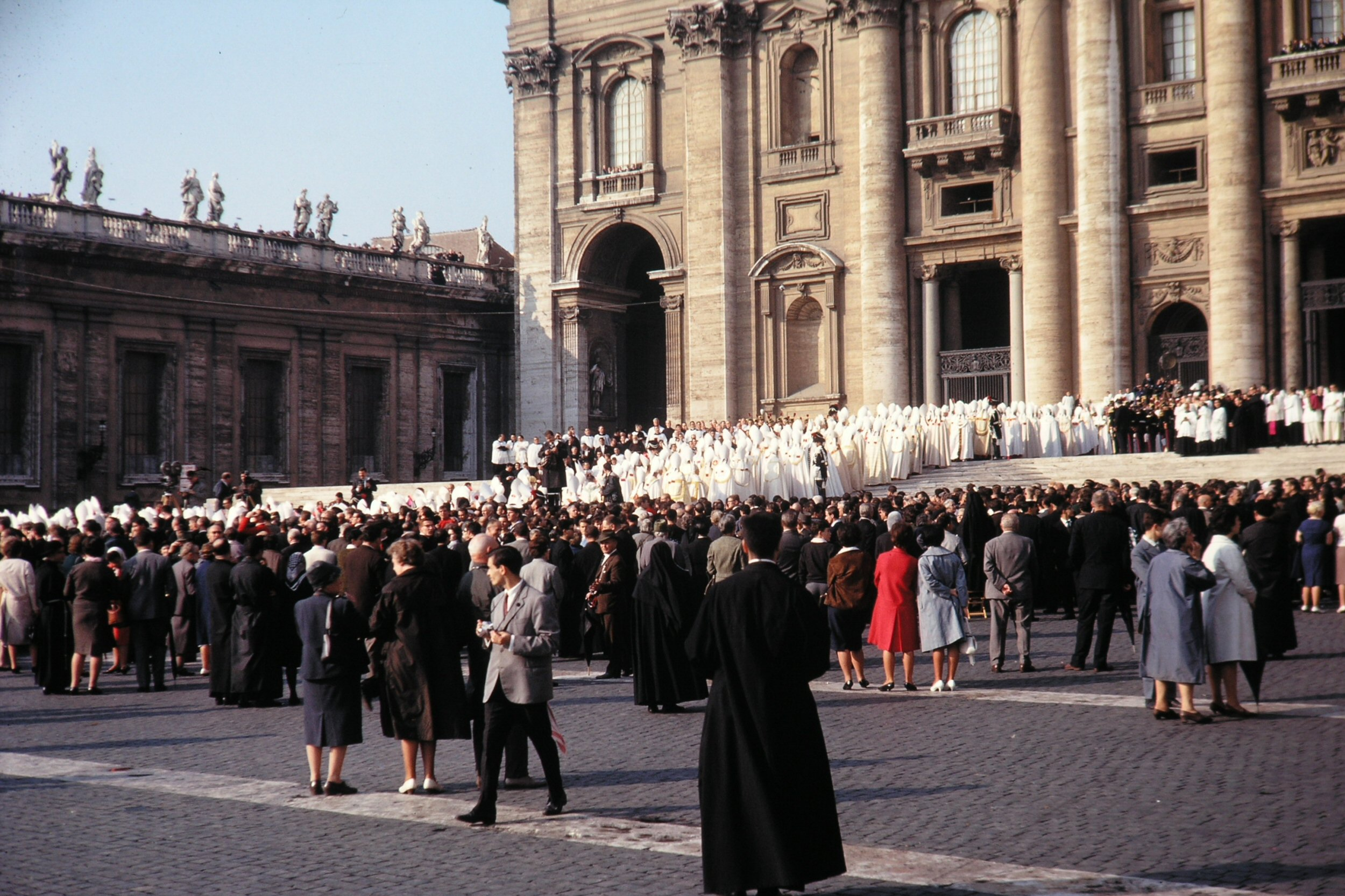
Ouverture du concile Vatican II

La faculté de théologie était une des facultés de l'université catholique de Louvain à Louvain, Belgique. Fondée en 1834, elle fut scindée en 1969 en deux facultés distinctes, celle de la Katholieke Universiteit te Leuven et celle de l'université catholique de Louvain (UCLouvain), qui s'est établie à Louvain-la-Neuve. La faculté de théologie, tout comme les deux institutions qui en descendent, est considérée comme l’un des centres d’études théologiques catholiques les plus importants dans le monde. L'enseignement s'y donnait initialement en français auquel s'ajoute le néerlandais dès la fin du XIXe siècle.

## Introduction
L'histoire de la faculté de théologie commence en 1834 lorsque les évêques de Belgique fondèrent à Malines une université catholique après en avoir reçu l'autorisation canonique par bref du pape Grégoire XVI du 13 décembre 1833. Cette université catholique de Belgique (« Universitas Catholica Belgii »), fut inaugurée à Malines le 8 novembre 1834, d'où son nom usuel d'université catholique de Malines.
Après la suppression par la loi du 27 septembre 1835 de l'université d'État de Louvain qui ferma définitivement ses portes le 15 août 1835, l'université catholique de Malines s'installe le 1er décembre 1835 à Louvain. Celle-ci n'a aucun lien avec l'État et est une institution entièrement privée. Son premier recteur Pierre de Ram veut, dans l'esprit de la reconquête catholique instaurée par Grégoire XVI, en faire un rempart qui puisse s'opposer « aux ennemis de la religion » et faire obstacle « au progrès de ces funestes doctrines qui depuis un demi-siècle ont ébranlé les bases de la société ».
Depuis sa fondation en 1834 au sein de l'université catholique de Belgique dite université catholique de Malines, la Faculté de théologie est passée par différentes phases de développement, en raison de l’influence ecclésiale, des facteurs sociaux et politiques. Jusqu’en 1968, la Faculté de théologie existait dans le cadre de l’université catholique de Louvain unitaire. À la suite de la division de l’université en partie francophone et néerlandophone, la tradition théologique de Louvain a continué à se développer autour de deux centres universitaires –  Louvain (Leuven) et Louvain-la-Neuve. Historiquement, la caractéristique la plus typique de la théologie louvaniste était la combinaison de théologie positive et spéculative, de telle manière que l’orientation pratique sur la vie et l’expérience humaine était incorporée avec les réflexions sur les principes plus universels de la foi chrétienne. Aujourd’hui, cette tradition est visible dans son orientation herméneutique qui cherche à développer la théologie chrétienne en respectant les divers contextes historiques, culturels et personnels. La faculté à Louvain offre des programmes permettant aux étudiants d’obtenir le baccalauréat, master et doctorat, qui se donnent aussi bien en néerlandais qu’en anglais. Une partie essentielle de la faculté est la bibliothèque Maurits Sabbe qui contient plus de 1,3 million de livres.

## Origine de la Faculté
La théologie enseignée à Louvain au cours du XIXe siècle reste très traditionnelle. Son renouvellement ne commence qu’à partir des dernières décennies du siècle grâce à une ouverture à la philosophie et à l’histoire. Les deux personnes qui ont ici joué le rôle le plus important sont Désiré Mercier (1851-1926) qui a tenu une chaire de philosophie thomiste et établi le célèbre Institut supérieur de philosophie, et Albin van Hoonacker (en) dont la nouvelle chaire « Introduction à l’histoire critique de l’Ancien Testament », ouverte en 1889, représente, par son intitulé même, un changement décisif en théologie biblique.

## LeXXesiècle: la crise et le renouvellement
Le début du XXe siècle est marqué par la condamnation du modernisme. En 1907, le pape Pie X promulgue l’encyclique Pascendi Dominici gregis, dans laquelle le modernisme est condamné et étiqueté comme étant la « synthèse de toutes les hérésies ». Cette condamnation est dirigée contre des théologiens qui tentaient d’intégrer les méthodes et les résultats de la recherche philosophique et historique moderne à l'enseignement de la théologie catholique. Ces théologiens cherchaient à dialoguer avec le monde scientifique, mais en reléguant la foi dans l'ordre du sentiment, ils excluaient toute possibilité d'un discours rationnel en théologie, d'où la sévérité de la condamnation, laquelle fut accompagnée d'une sorte de chasse aux sorcières à l'intérieur des chaires d'enseignement catholiques. L’ambiance change de façon significative avec le concile Vatican II qui inaugure l'esprit d'ouverture de l'Église au monde moderne. Les théologiens louvanistes ont joué un rôle important dans toutes les phases du Concile. Leur influence serait si grande que certains commentateurs parlent du « premier concile de Louvain, tenu à Rome ! ». En 1968, à la suite de la division de l’université, l’ancienne faculté de théologie est scindée en deux facultés. L’une reste à Louvain, et l'autre déménage à l'université francophone de Louvain-la-Neuve. En dépit des tensions suscitées par la division, une collaboration active continue entre les facultés à travers différents projets communs. Il y a encore deux revues théologiques internationales qui sont éditées par leurs efforts conjoints : Ephemerides theologicae Lovanienses et Revue d’histoire ecclésiastique.

## Professeurs célèbres
- Désiré-Joseph Mercier
- Paulin Ladeuze
- Albert Descamps
- Marc Vervenne

### La faculté depuis sa fondation en 1834 jusqu'à 1969
- R. Aubert, « Le grand tournant de la Faculté de théologie de l'Université de Louvain », dans Étienne Gilson (dir.), Mélanges offerts à M.D. Chenu, Paris, Librairie philosophique J. Vrin, coll. « Bibliothèque thomiste » (no XXXVII), 1967 (lire en ligne [PDF]), p. 73–109.
- (en) L. Kenis, The Louvain Faculty of Theology in the Nineteenth Century. A Bibliography of the Professors in Theology and Canon Law, with Biographical Notes, Leuven, coll. « ANL » (no 34), 1994, 231 p..
- (nl) F. Neirynck, De theologische faculteit 1919–1969, Leuven, coll. « ANL » (no 17), 1970.
- J. Coppens, Les six dernières années des Facultés unitaires de Théologie et de Droit Canonique 1962-1968. Nécrologies et Chronique 1962-1970, Leuven,, coll. « ANL » (no 24), 1980, 418 p..
- (de) R. Mathes, Löwen und Rom. Zur Gründung der Katholischen Universität Löwen unter besonderer Berücksichtigung der Kirchen- und Bildungspolitik Papst Gregors XVI, Essen, coll. « Beiträge zur neueren Geschichte der katholischen Theologie » (no 18), 1975, vi-289.